# Gideon (Missouri)
Gideon ist eine Stadt im New Madrid County im US-Bundesstaat Missouri. Das U.S. Census Bureau hat bei der Volkszählung 2020 eine Einwohnerzahl von 780 ermittelt.